# Cramond Tower

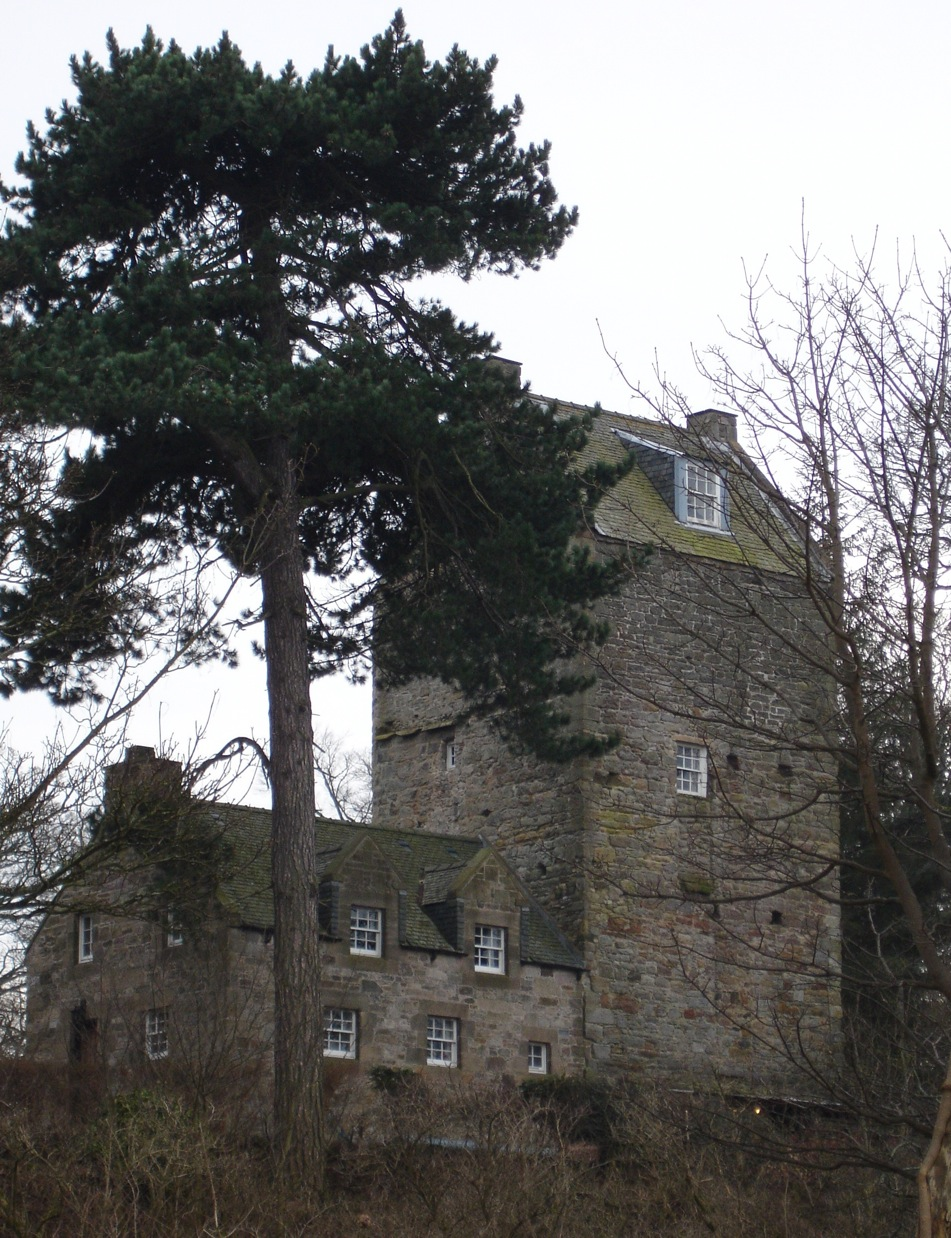
Cramond Tower

Cramond Tower ist ein Wohnturm aus dem 15. Jahrhundert im Dorf Cramond nordwestlich der schottischen Hauptstadt Edinburgh.

## Geschichte
Die Gegend um den Wohnturm war seit der Römerzeit besiedelt; man findet Überreste aus dieser Zeit in der Gegend. Der Turm wurde vermutlich Ende des 15. oder Anfang des 16. Jahrhunderts errichtet, hauptsächlich als Verteidigungseinrichtung. Er könnte allerdings auch früher entstanden und 1409 erstmals urkundlich erwähnt worden sein. Der Turm war einmal Teil der Sommerresidenz des Bischofs von Dunkeld.
1622 wurde der Cramond Tower das Eigentum von James Inglis, einem Kaufmann aus Edinburgh. Er ließ den Turm umbauen, sodass er besser für Wohnzwecke geeignet war: Er ließ Fenster vergrößern und zusätzliche einbauen und Vorsprünge anbauen, um die Wohnfläche zu vergrößern. Sein Enkel siedelte 1680 ins nahegelegene Cramond House über und der Turm wurde die folgenden 300 Jahre nicht mehr bewohnt.
1837 malte James Skene den Cramond Tower als romantische Ruine und noch Mitte des 20. Jahrhunderts war der Turm in einem schlechten Erhaltungszustand. In den 1960er-Jahren ließ die Stadtverwaltung von Edinburgh eine Betonkappe auf das Dach setzen und den Bewuchs entfernen.
1978 kaufte Eric Jamieson, ein Amateurantiquar, den Turm. Von 1979 bis 1981 wurde er von den Architekten Robert Hurd & Partners in ein privates Wohnhaus umgebaut.
Im Jahre 2011 wurde der Cramond Tower durch einen Brand beschädigt.

## Beschreibung
Die Burg ist ein fünfstöckiger Wohnturm mit nahezu quadratischem Grundriss von 7,6 Meter × 7,6 Meter und bis zu 1,5 Meter dicken Mauern. In der Südwestecke befindet sich ein rundes Treppenhaus, das aus dem Gebäude hervorsteht. Zurzeit ist das Erdgeschoss als Lager genutzt, das 1. Obergeschoss als Wohnzimmer, das 2. Obergeschoss als Küche und das 3. und 4. Obergeschoss als Schlafzimmer und Bäder. Im Rahmen der Restaurierung wurde der Turm wieder mit einem geneigten Dach versehen. In den 1990er-Jahren wurde an der Ostseite ein steinerner Anbau geschaffen.
Historic Scotland hat Cramond Tower als historisches Bauwerk der Kategorie B gelistet.